# 1124 dans les croisades
Cette page regroupe les évènements concernant les Croisades qui sont survenus en 1124 : 
- février : début du siège de Tyr[1].
- mai : mort de Balak l'Ortoquide[1].
- 7 juillet : Guillaume de Bures, prince de Tibériade et régent du royaume de Jérusalem prend Tyr[2].
- 20 août : Baudouin II, roi de Jérusalem, retenu prisonnier à Kharpout depuis seize mois est libéré[1].
- fin de l'année : Baudouin II, roi de Jérusalem, manque de s'emparer d'Alep[2].